# Еліас Магнус Фріс
Еліас Магнус Фріс (швед. Elias Magnus Fries, 1794—1878) — шведський ботанік та міколог.

## Біографія
Народився 15 серпня 1794 року у сім'ї пастора.
Освіту здобув у Лунді; у 1814 році отримав звання приват-доцента.
У 1834 році він вже був професором практичної економії в Уппсальському університеті, а e 1851 році зайняв місце професора ботаніки та директора музею і ботанічного саду того ж університету.
З 1859 року до своєї смерті він жив у відставці в Уппсалі.
Фріс працював у всіх галузях ботаніки; він вперше ввів у Швеції натуральну класифікацію рослин та вивчення морфології. Його робота «Systema orbis vege tabilis» (Лунд, 1825 (лат.)) - класична праця того часу.
По лишайниках Фріс видав:«Lichenographia Europaea reformata» (Лунд і Грейфсвальд, 1831(лат.)); «Lichenes Suecciae eksiccati» (Лунд, 1824—1833(лат.)).
Фріс особливо відомий своїми роботами в області мікології, він є одним із засновників систематики грибів. Перша його мікологічна робота «Observationes Mycologicae» (Копенгаген, 1815-1818; 2-е вид., 1828 (лат.)), але найцінніша - це «Systema Mycologicum» (Лунд і Грейфсвальд, 1821-1830 (лат.);«Мікологічна система») - дата її публікації є вихідним пунктом номенклатури для більшості груп грибів (подібно до того, як дата публікації роботи Species Plantarum К. Ліннея - вихідна дата номенклатури для судинних рослин). Потім йдуть «Elenchus Fungorum» (Грейфсвальд, 1828 (лат.)); «Novae Symbolae Mycologicae» (1851 (лат.)); «Icones selectae Hymenomycetum nondum delineatorum» (1867-1875 (лат.)).
Дослідженню скандинавської флори присвячені наступні твори: «Flora hallandica [Архівовано 25 листопада 2015 у Wayback Machine.]» (Лунд, 1817 (лат.)); «Novitiae florae Suecciae» (Лунд, 1828 (лат.)); «Flora Scanica» (Уппсала, 1836 (лат.)); «Summum vegetabilium Scandinaviae» (Стокгольм і Лейпциг, 1846-1848 (лат.)); «Herbarium normale» (Уппсала, 1896 (лат.)), що включає екземпляри найбільш рідкісних скандинавських рослин.
З численних монографій заслуговують на увагу: «Symbolae ad historiam Hieraciarum» (Уппсала, 1848 (лат.)); «Monographia Hymenomycetarum Suecciae» (Уппсала, 1857-1863 (лат.)); «Sveriges öltiga ochgiftiga Svanipar» (Стокгольм, 1860 (швед.)).
Фріс був також відомий як хороший оратор та знавець латинської мови. У 1847 році його обрали в число вісімнадцяти шведських академіків.
У 1850 році Фріс був обраний іноземним членом-кореспондентом Петербурзької Академії наук.